# Basílica de Santa Maria del Popolo

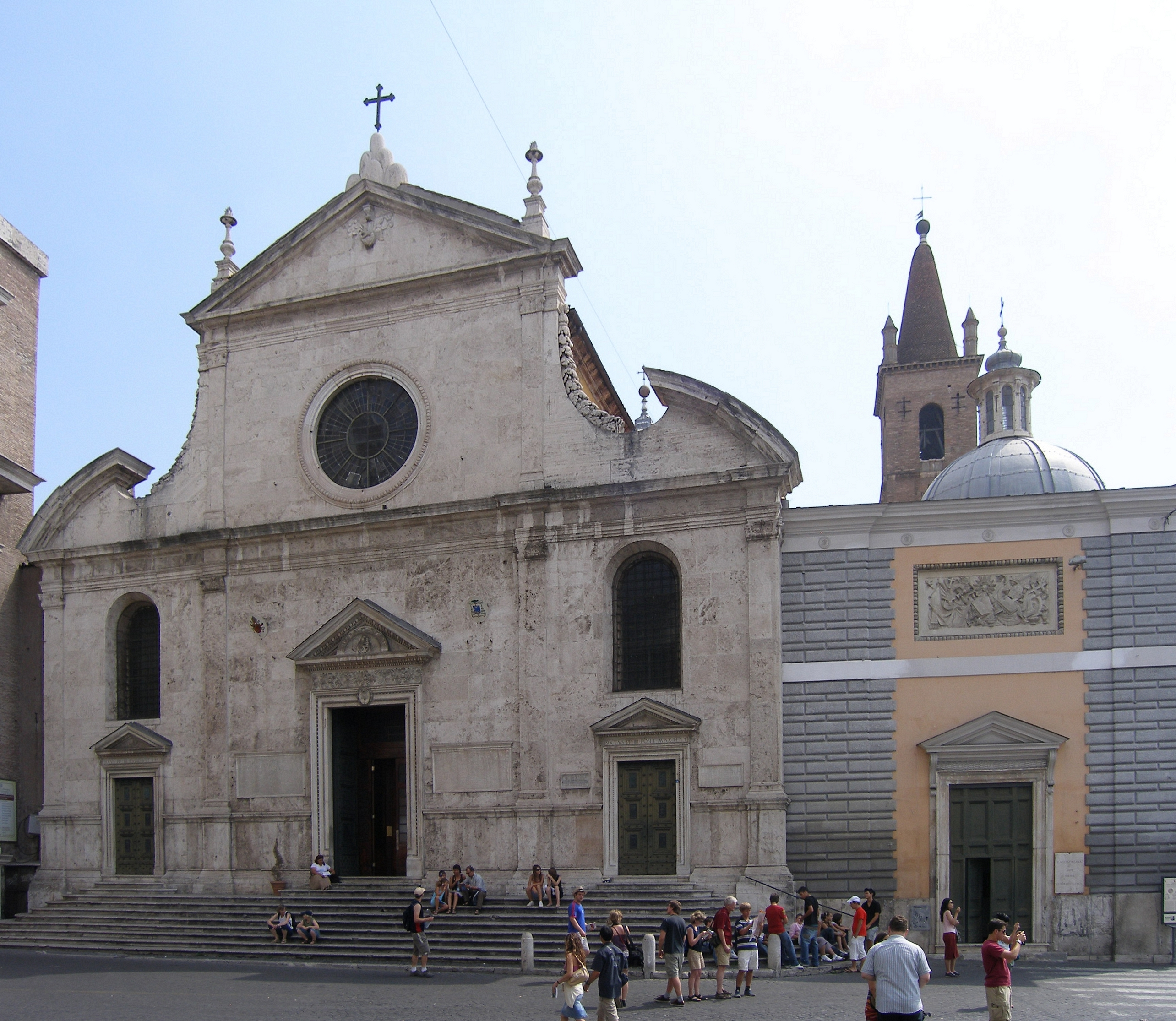
Façana de la basílica.

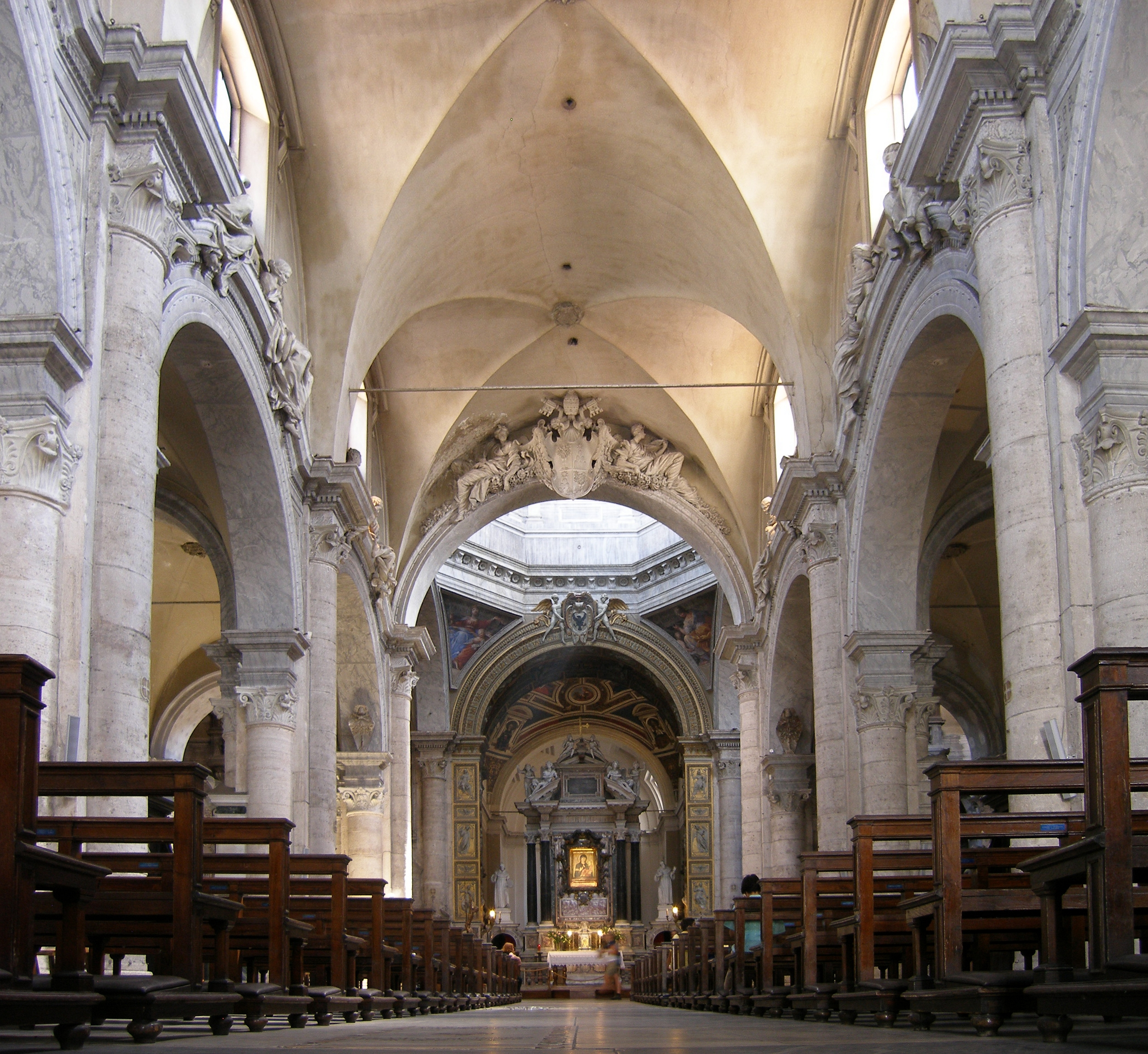
Nau principal de la basílica.

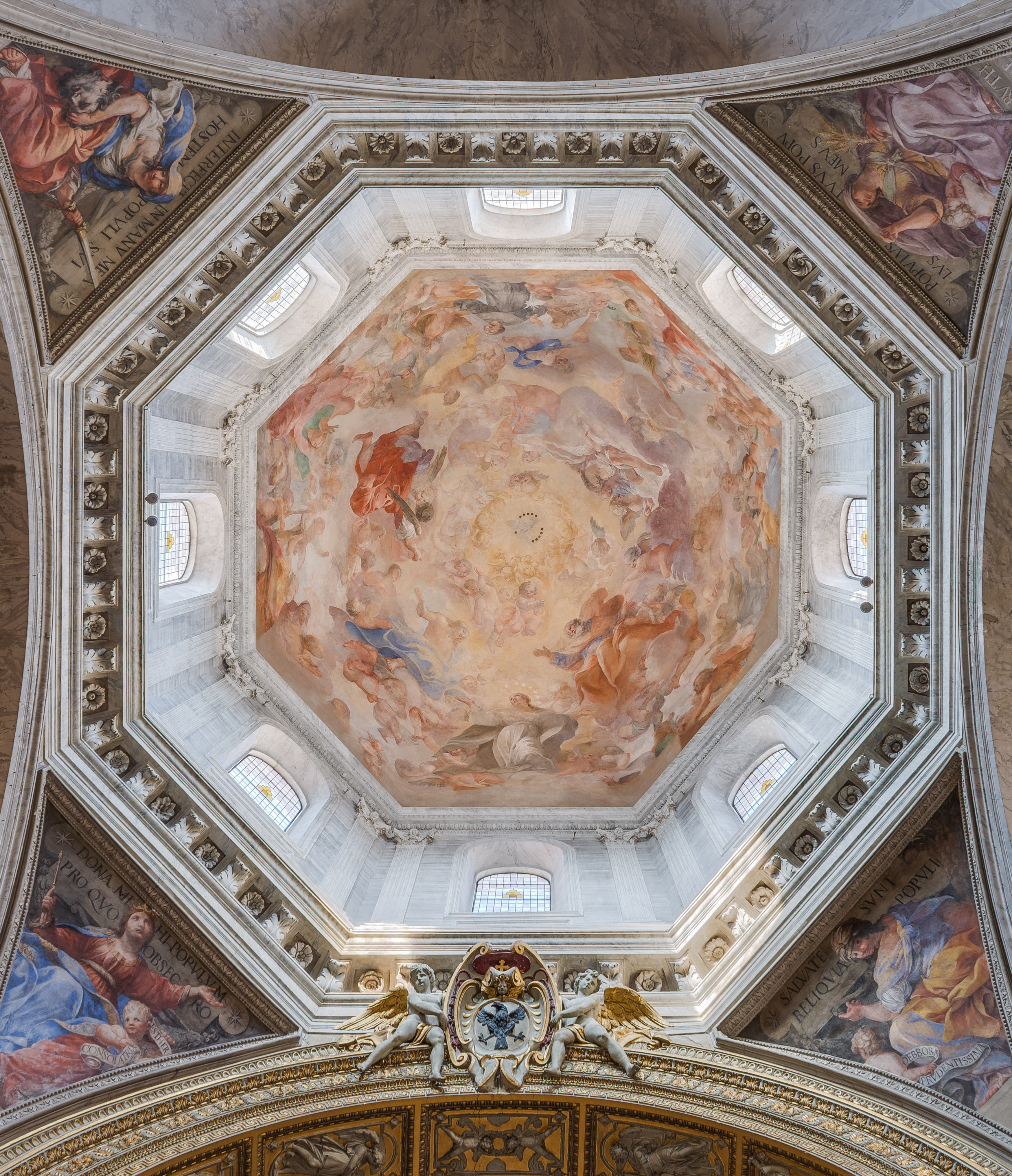
El Duomo.

La Basílica de Santa Maria del Popolo és una església de Roma, Itàlia de l'Orde de Sant Agustí. Es troba a la part nord de la Piazza del Popolo, entre Porta del Popolo (l'antiga Porta Flaminia) i el turó Pincio. Aquesta església conté obres de diversos artistes famosos, com Rafael, Gian Lorenzo Bernini, Caravaggio, Alessandro Algardi, Pinturicchio, Andrea Bregno, Guillaume de Marcillat i Donato Bramante.

## Història
L'any 1099, el Papa Pasqual II va construir una capella a la Verge Maria sobre la tomba de la família dels Domicis. La tradició diu que l'emperador Neró hi va ser enterrat, i posteriorment es va formar la llegenda que un pollancre hi va créixer, habitat per dimonis en forma de corbs negres. El nom del Popolo ("del poble") potser prové del llatí populus, que significa pollancre. Aquesta capella va passar a la categoria d'església amb el Papa Gregori IX el 1235, i va ser donada a frares de l'Orde de Sant Agustí el 1250.
Santa Maria del Popolo va ser reconstruïda per Baccio Pontelli i Andrea Bregno el 1472-1477 per ordre del Papa Sixt IV. El 1655-60 la façada va ser modificada per Gian Lorenzo Bernini en estil barroc.

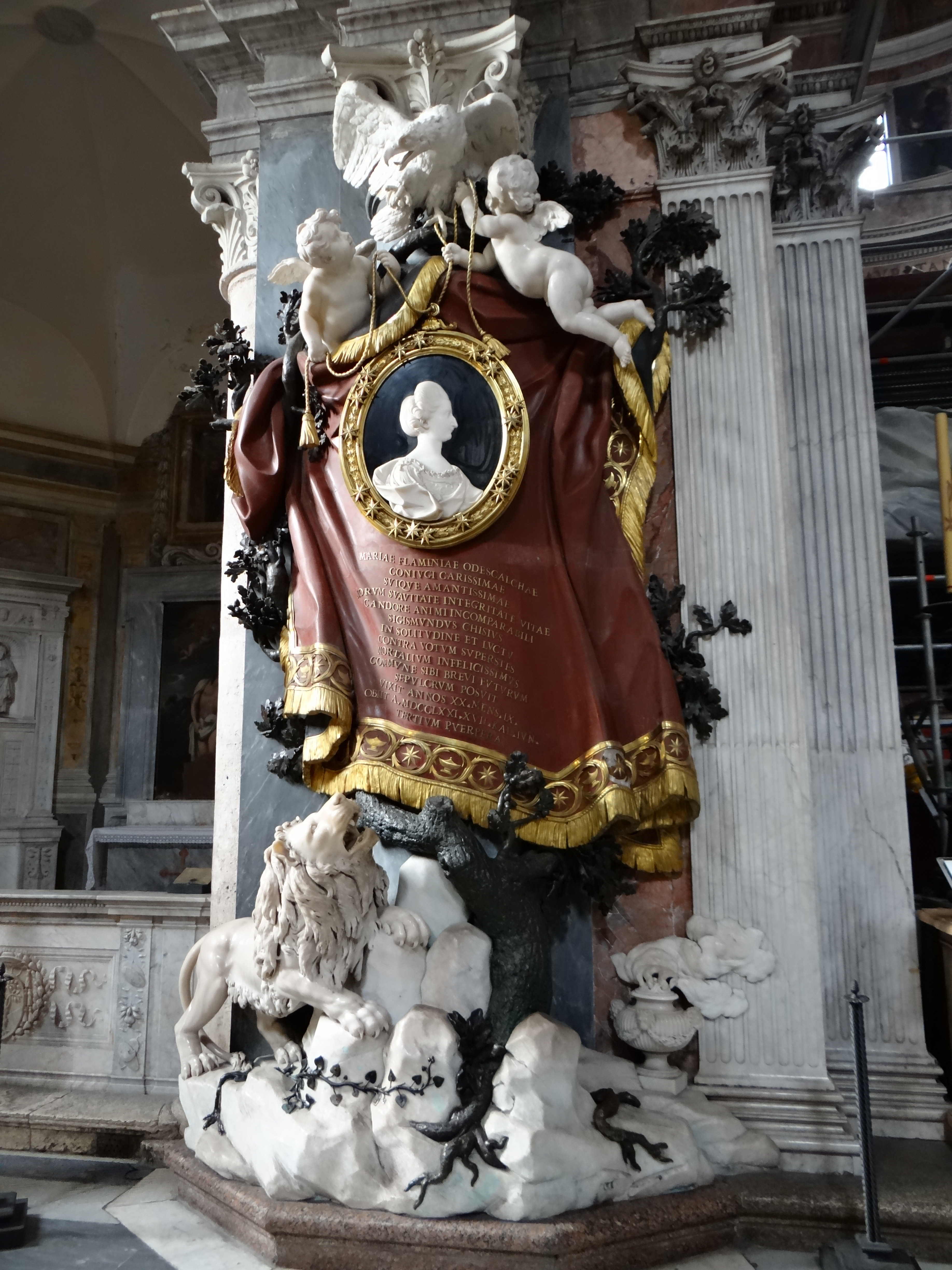
Monument de Maria Flaminia Odescalchi Chigi

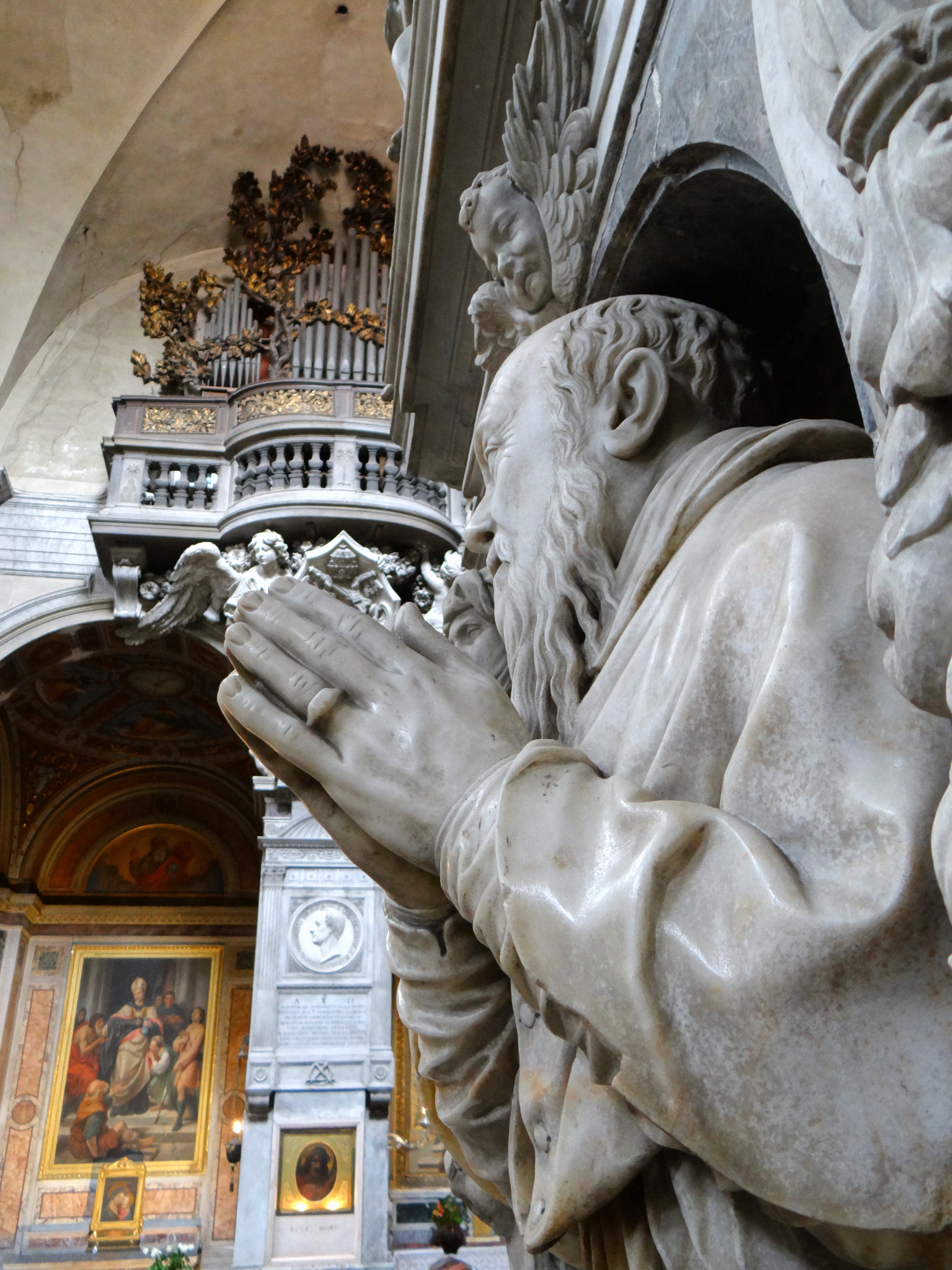
Retrat del Cardenal Gian Girolamo Albani per Paracca.

## Galeria d'imatges

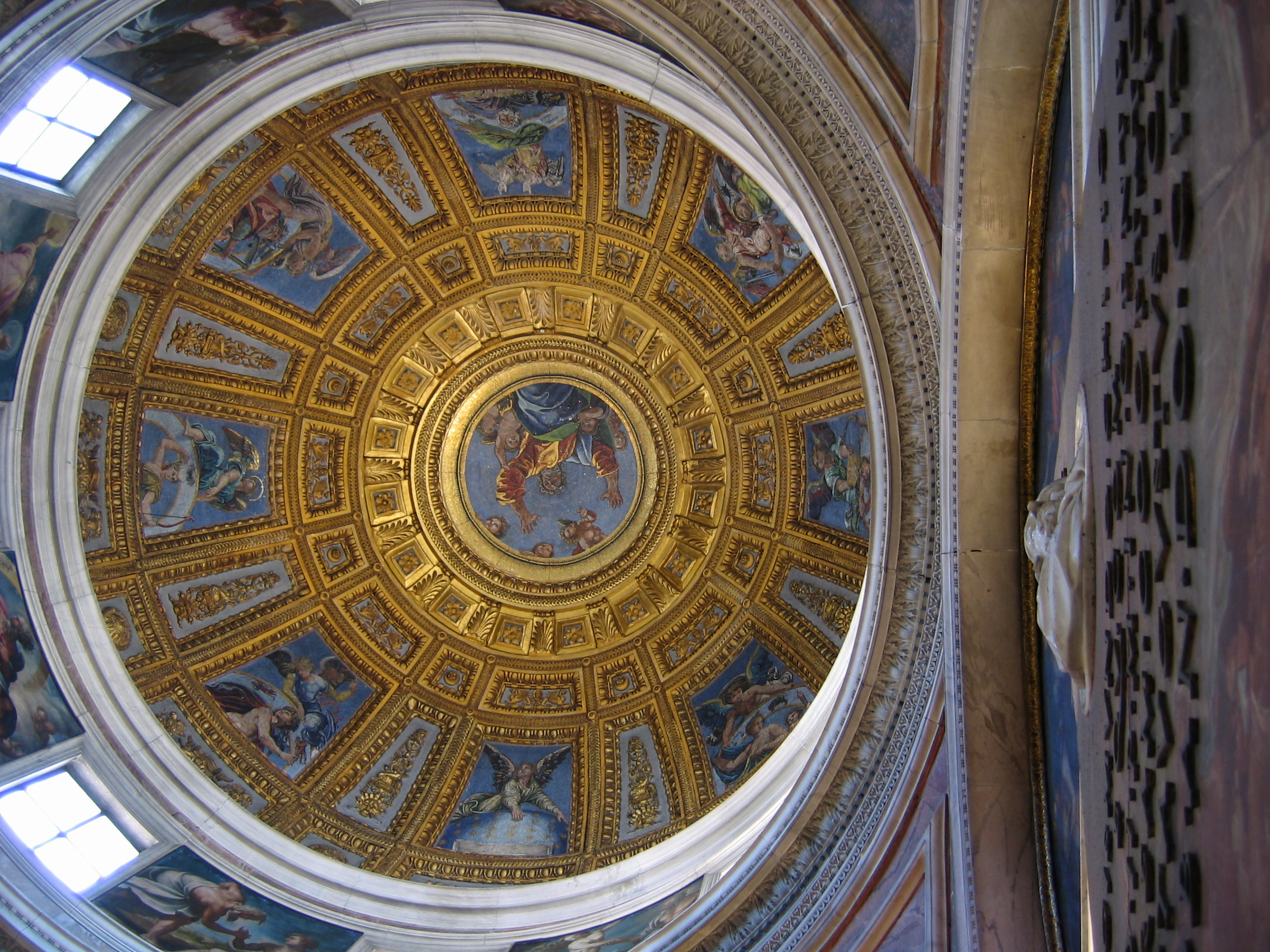
Duomo de la Capella Chigi per Rafael
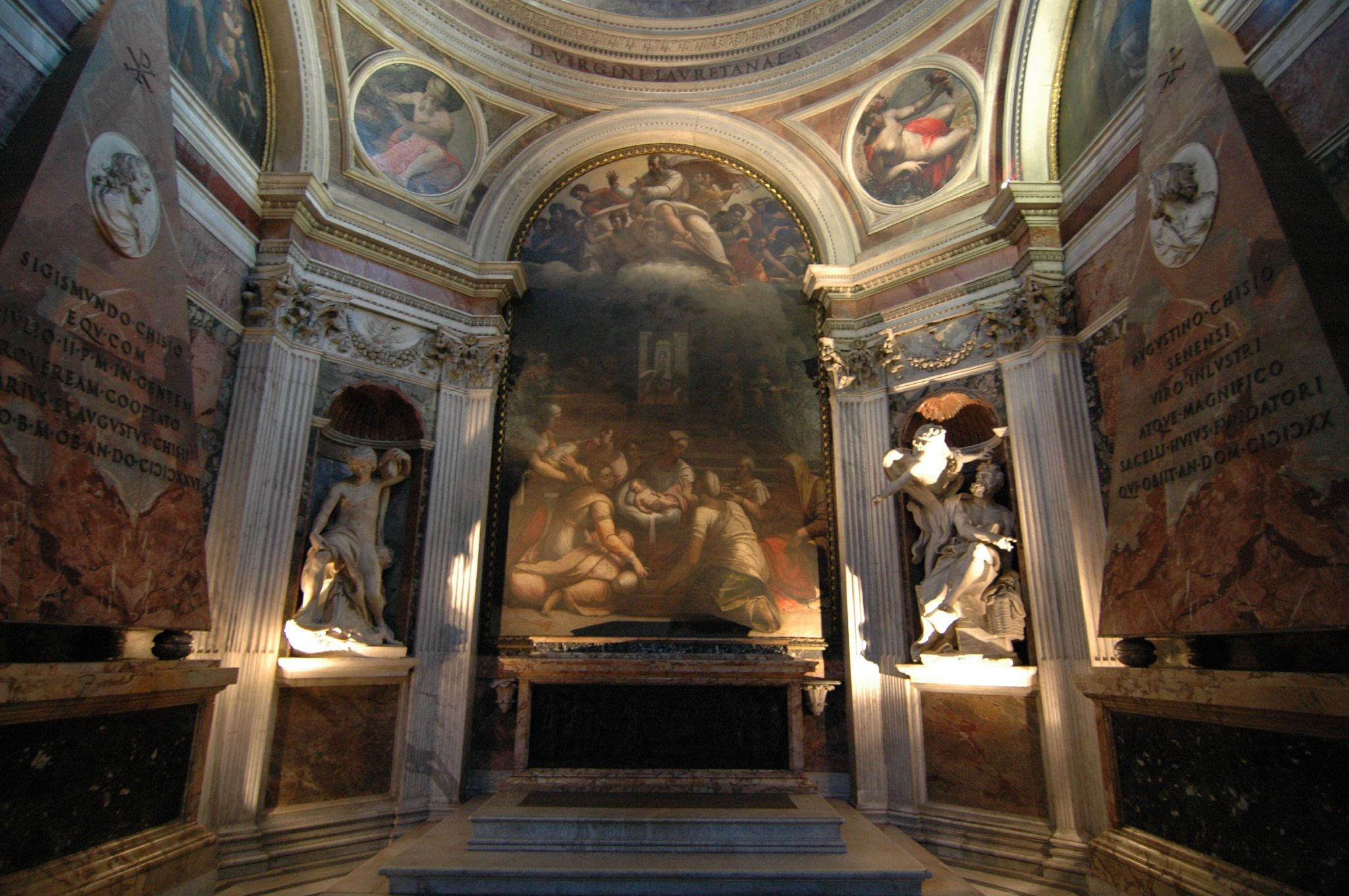
Tombes piramidals a la Capella Chigi
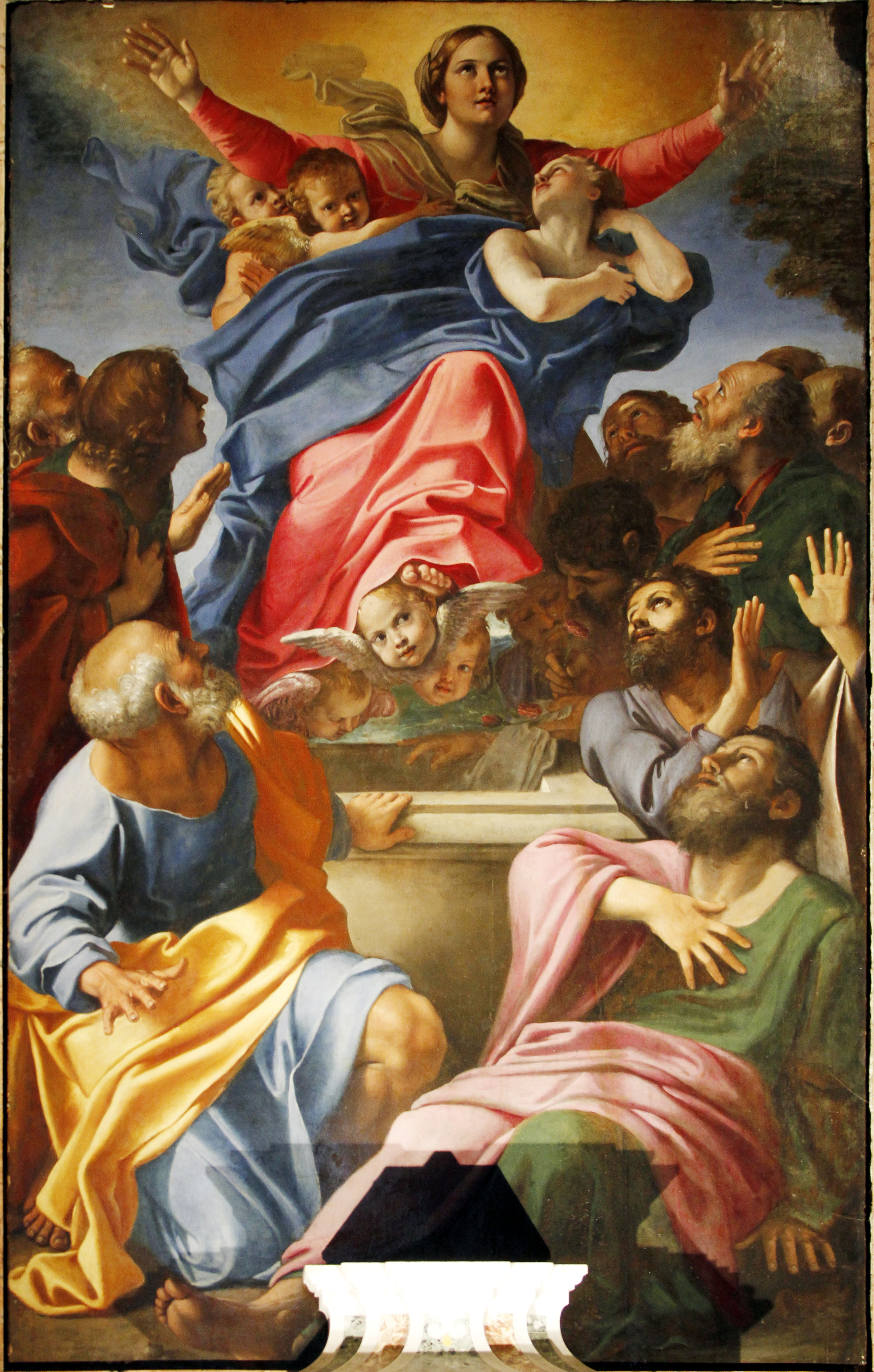
Assumpció de la Verge Maria, per Annibale Carracci
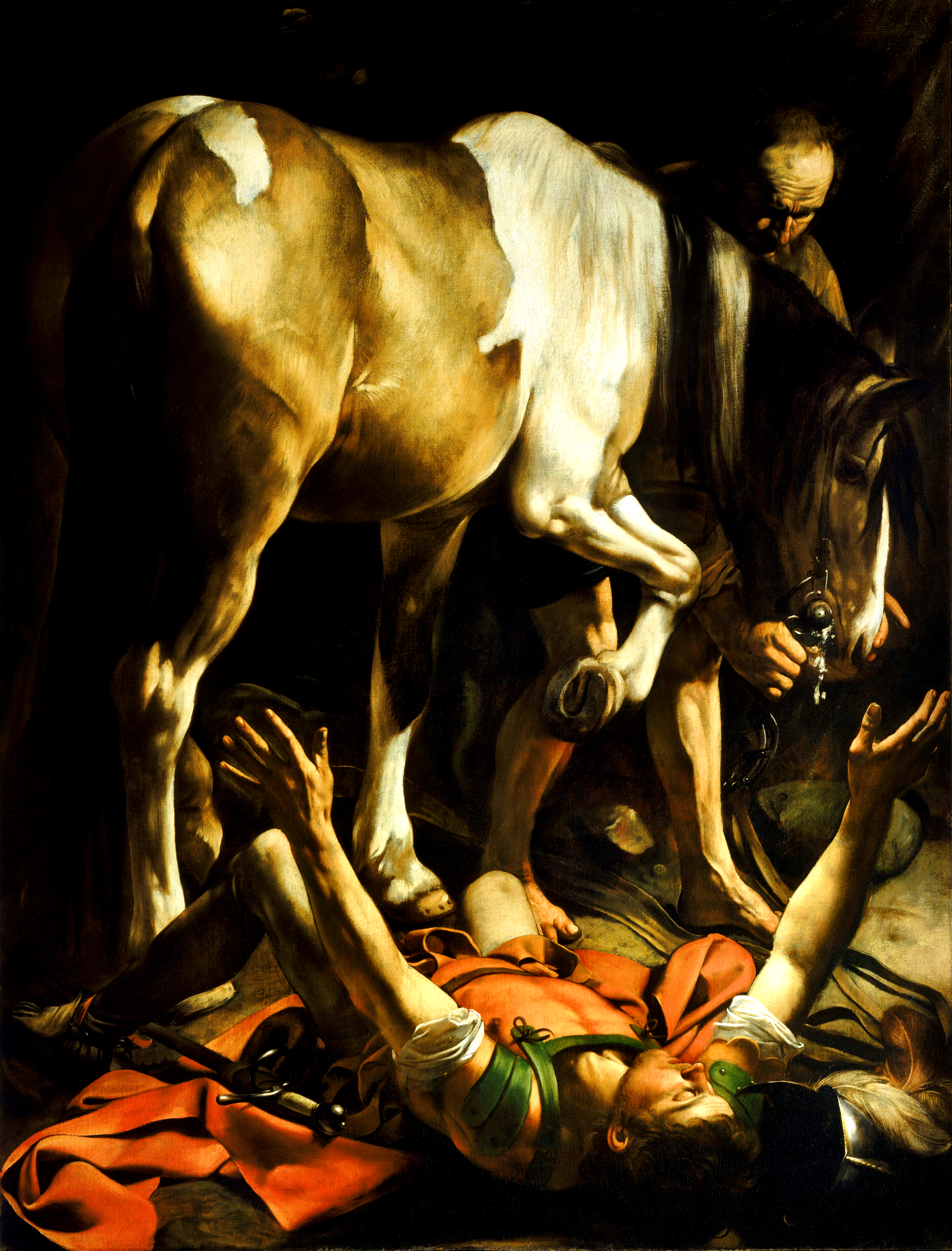
Conversió al Camí de Damasc, per Caravaggio
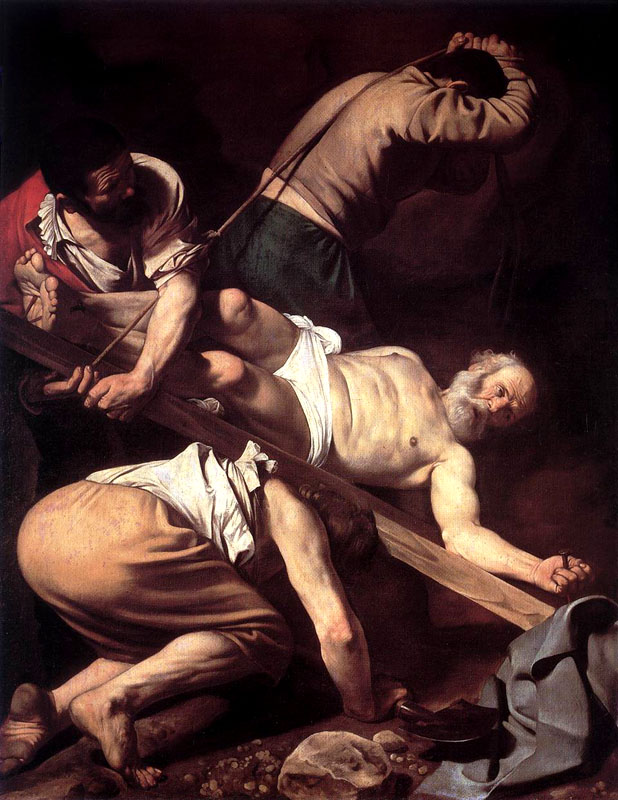
Crucifixió de Sant Pere, per Caravaggio
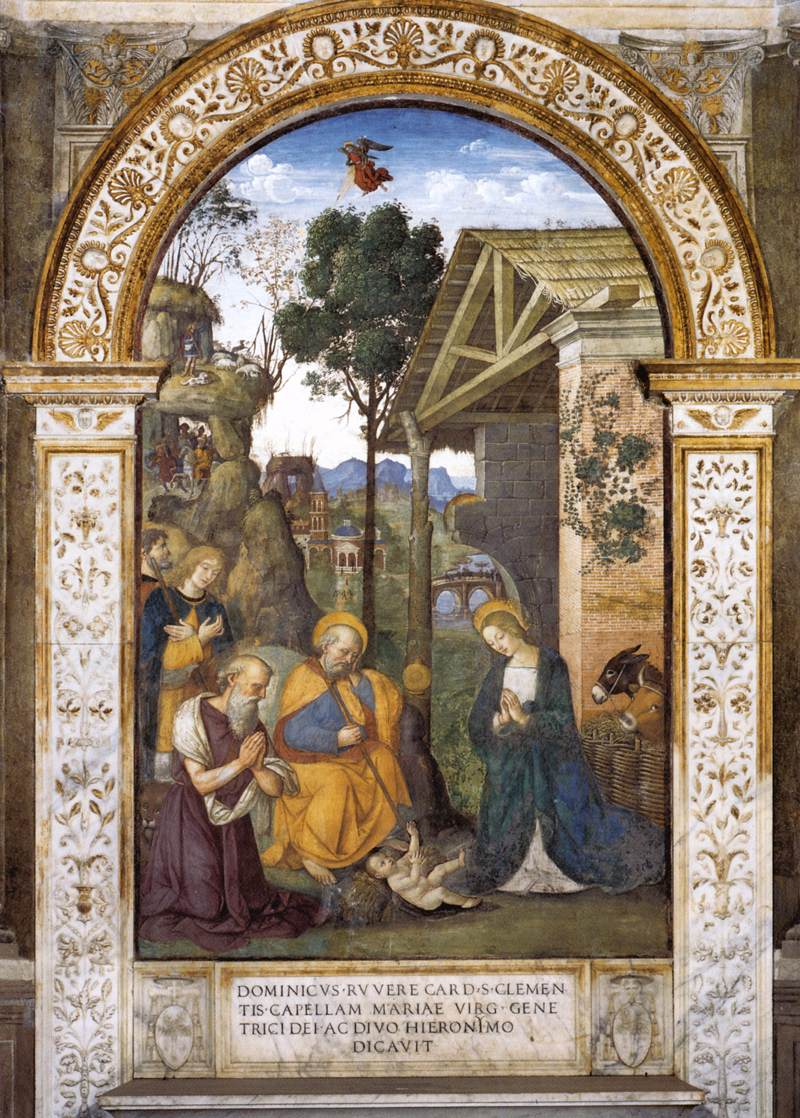
Adoració de Crist per Pinturicchio
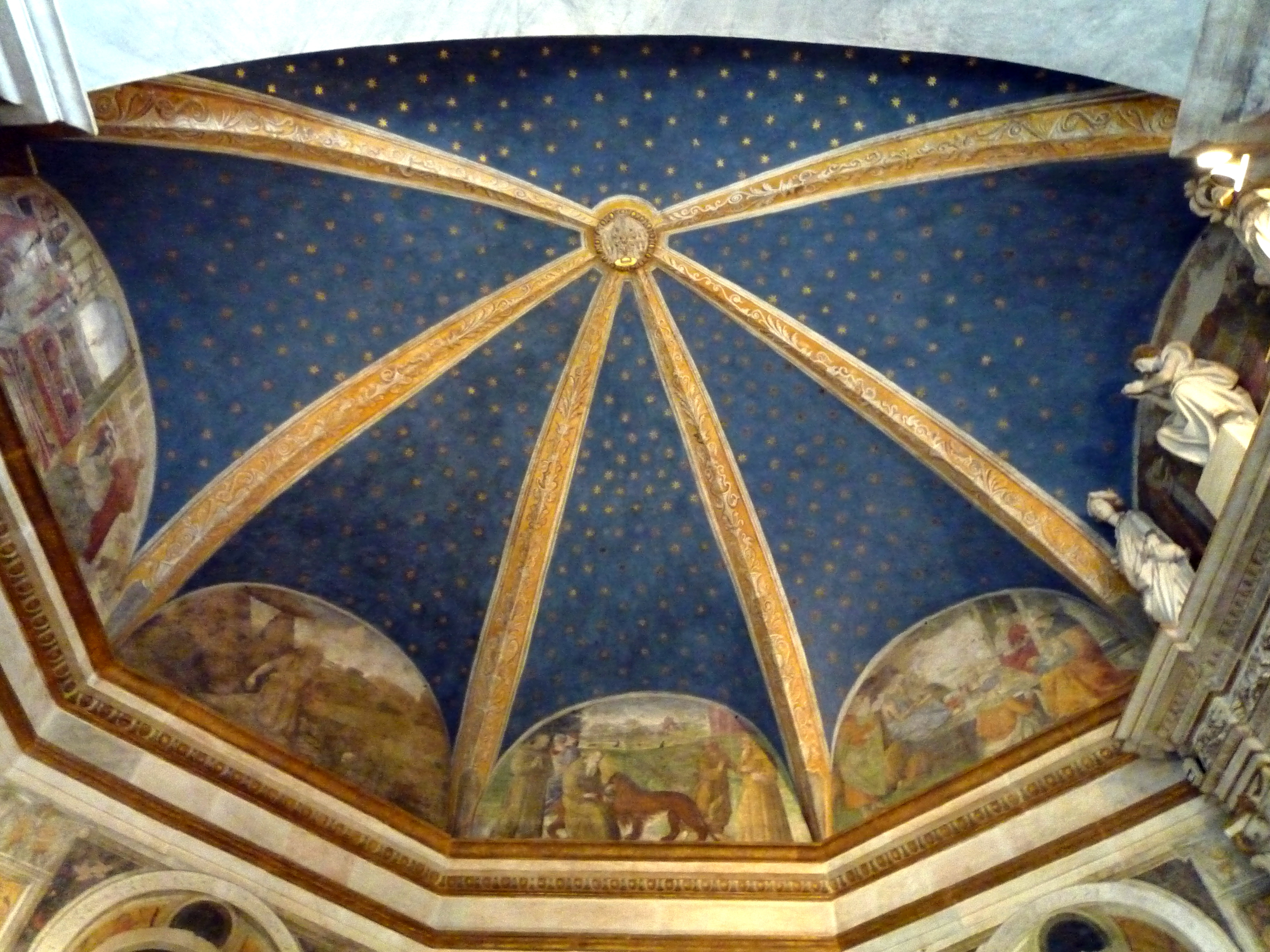
Sostre amb voltes de la Capella Della Rovere per Pinturicchio
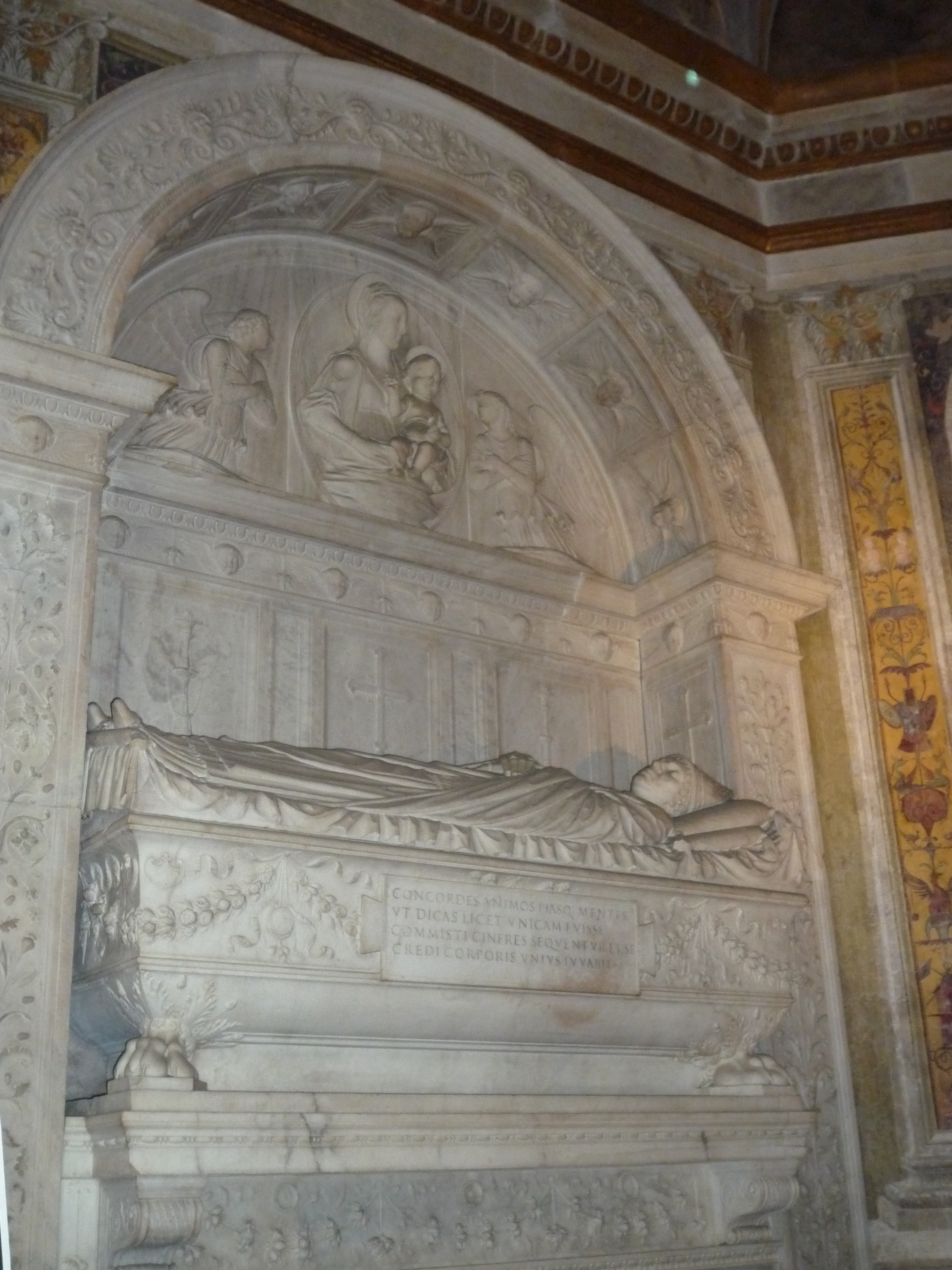
Monument funerari de Cristoforo della Rovere
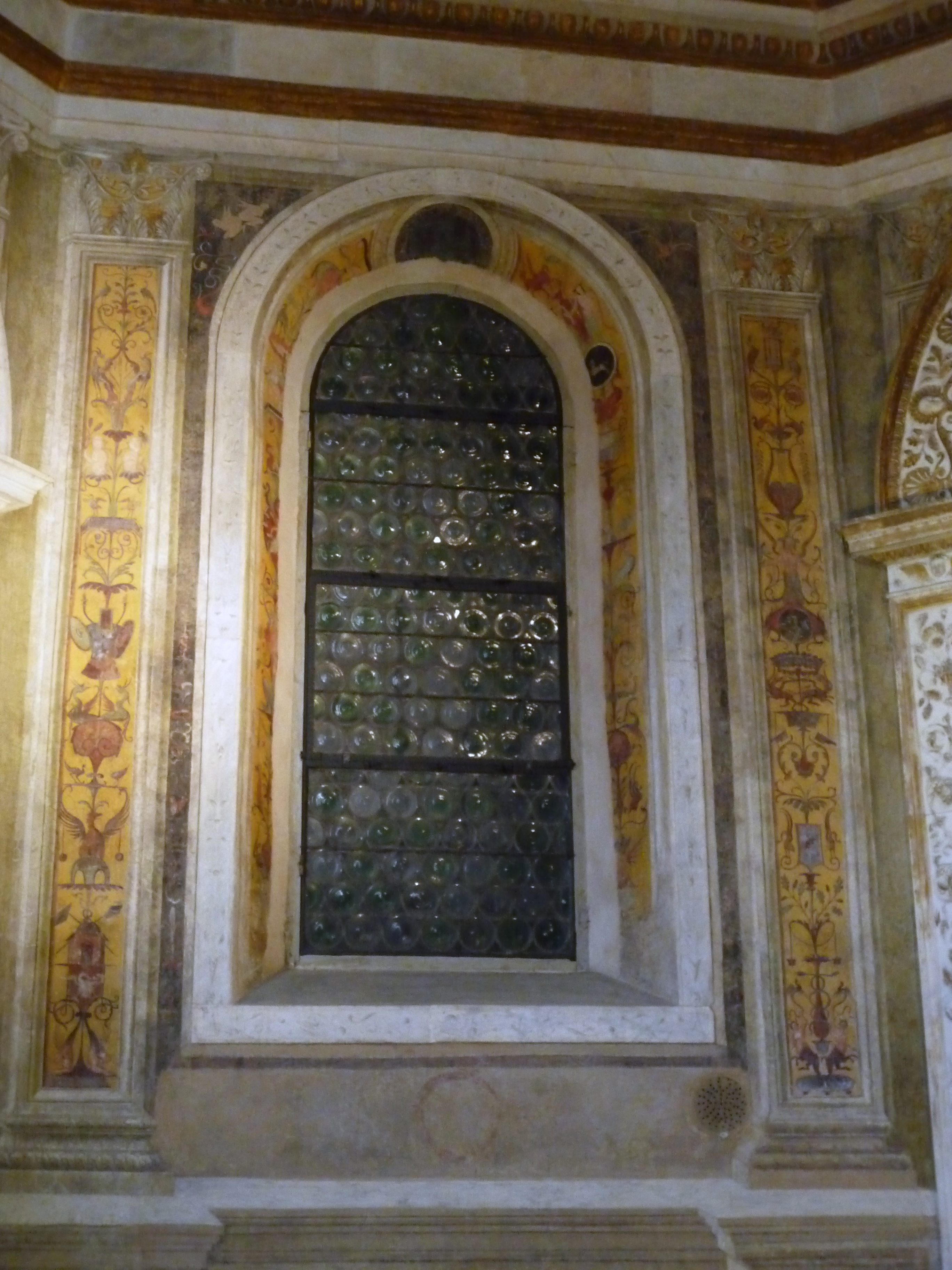
Decoració pintada a la Cappella Della Rovere
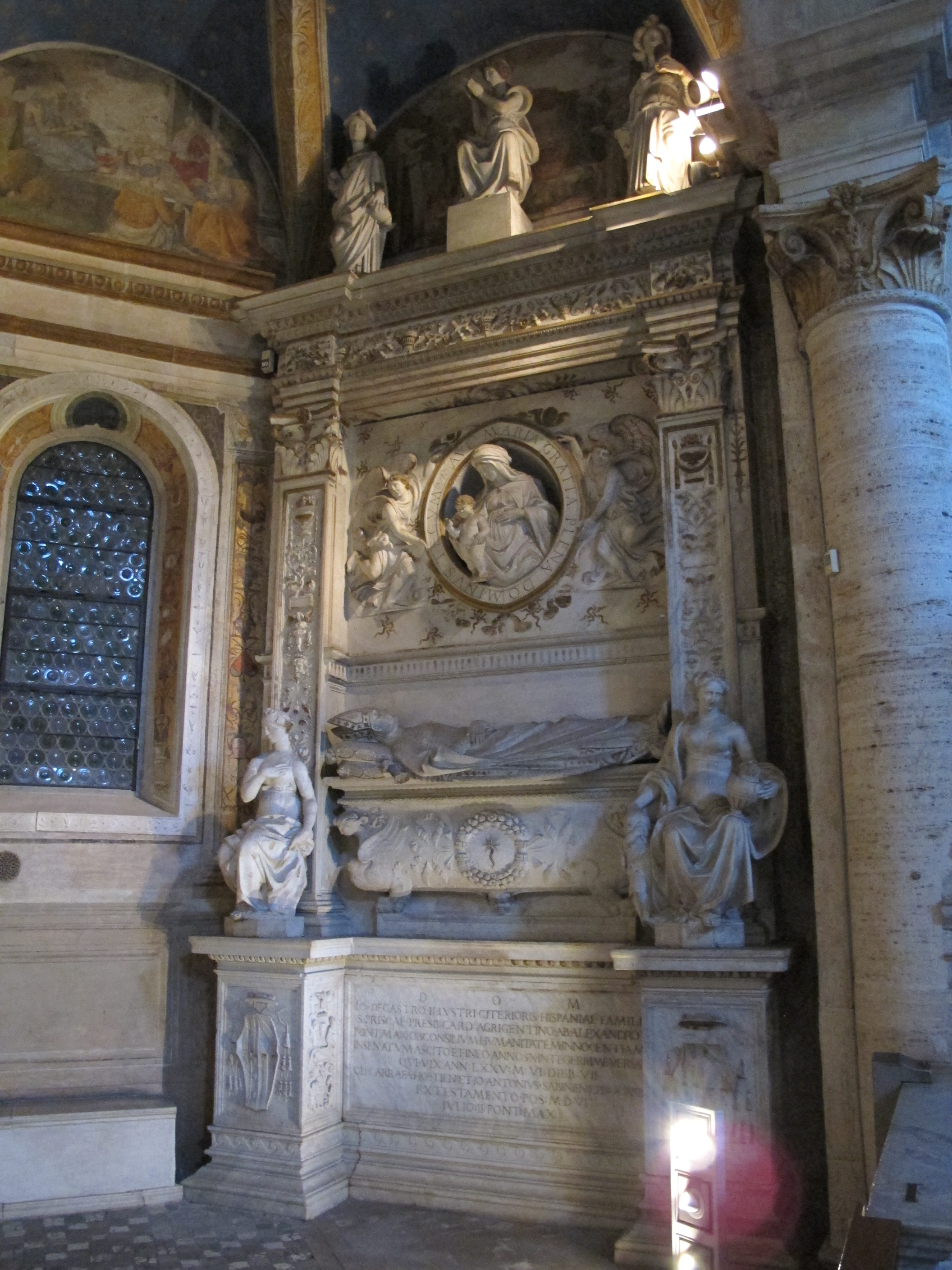
Monument funerari de Giovanni de Castro
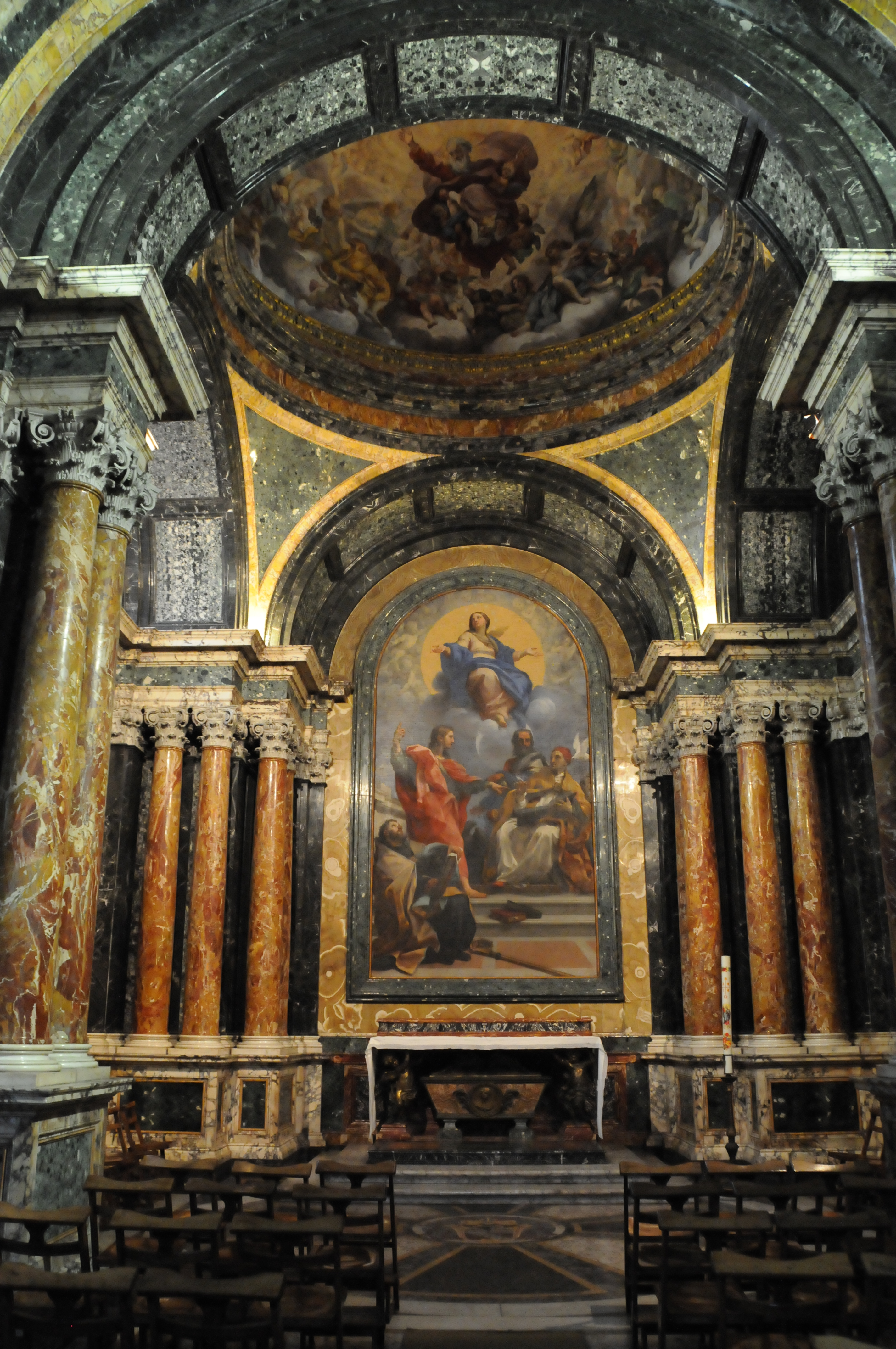
La Cappella Cybo de Carlo Maratta
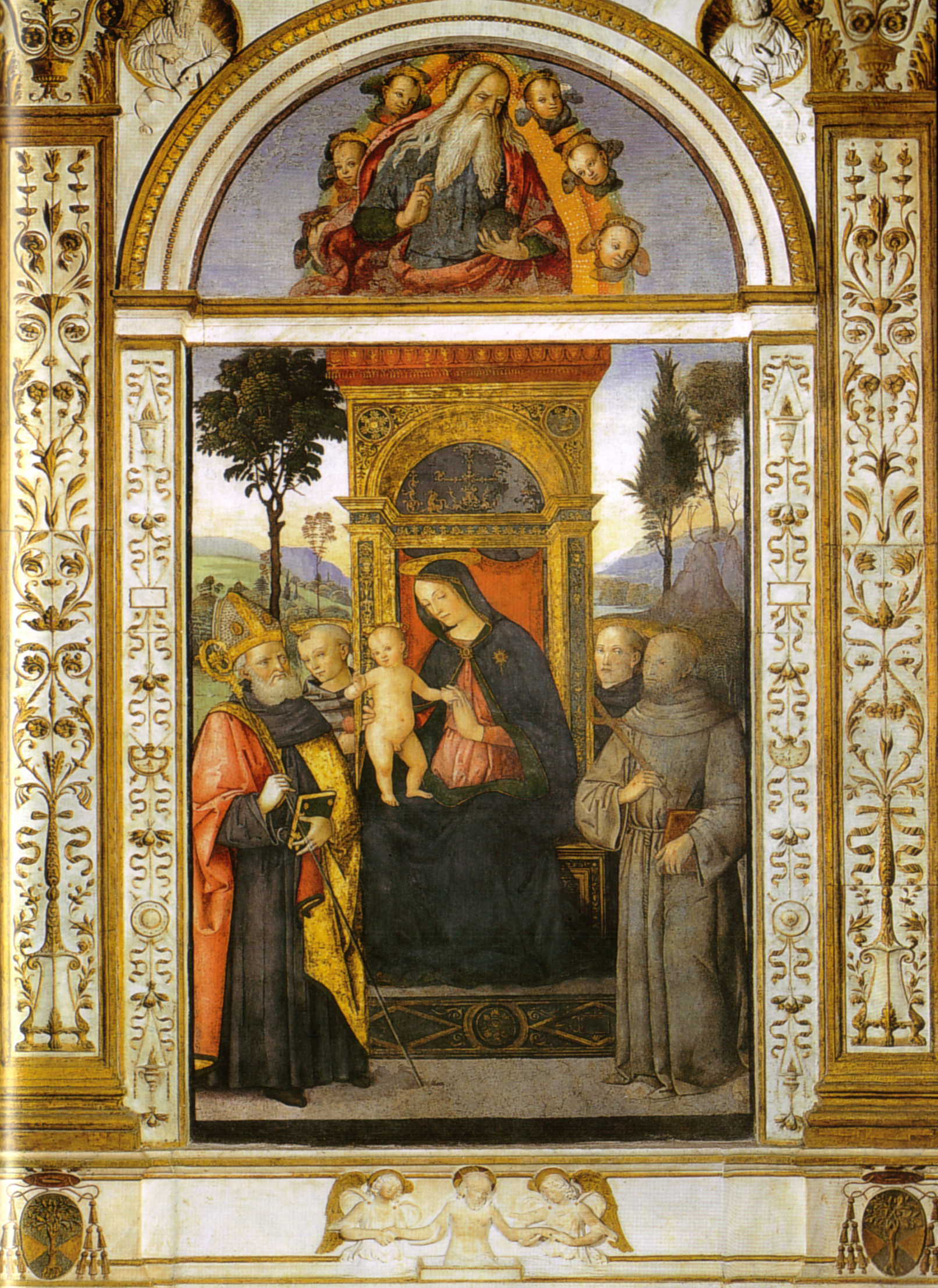
Pinturicchio: Madonna i Infant
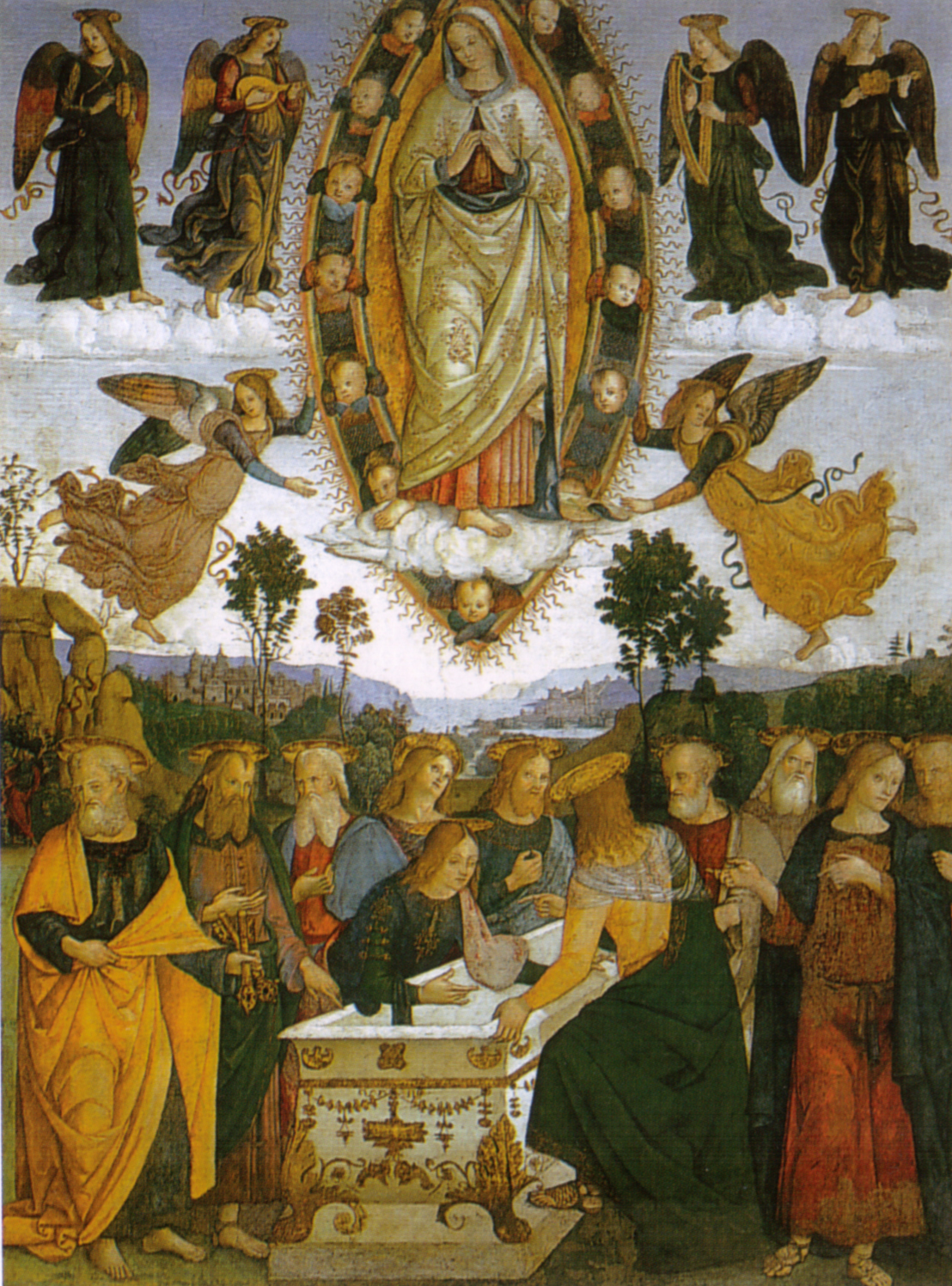
Pinturicchio: Assumpció de la Verge Maria
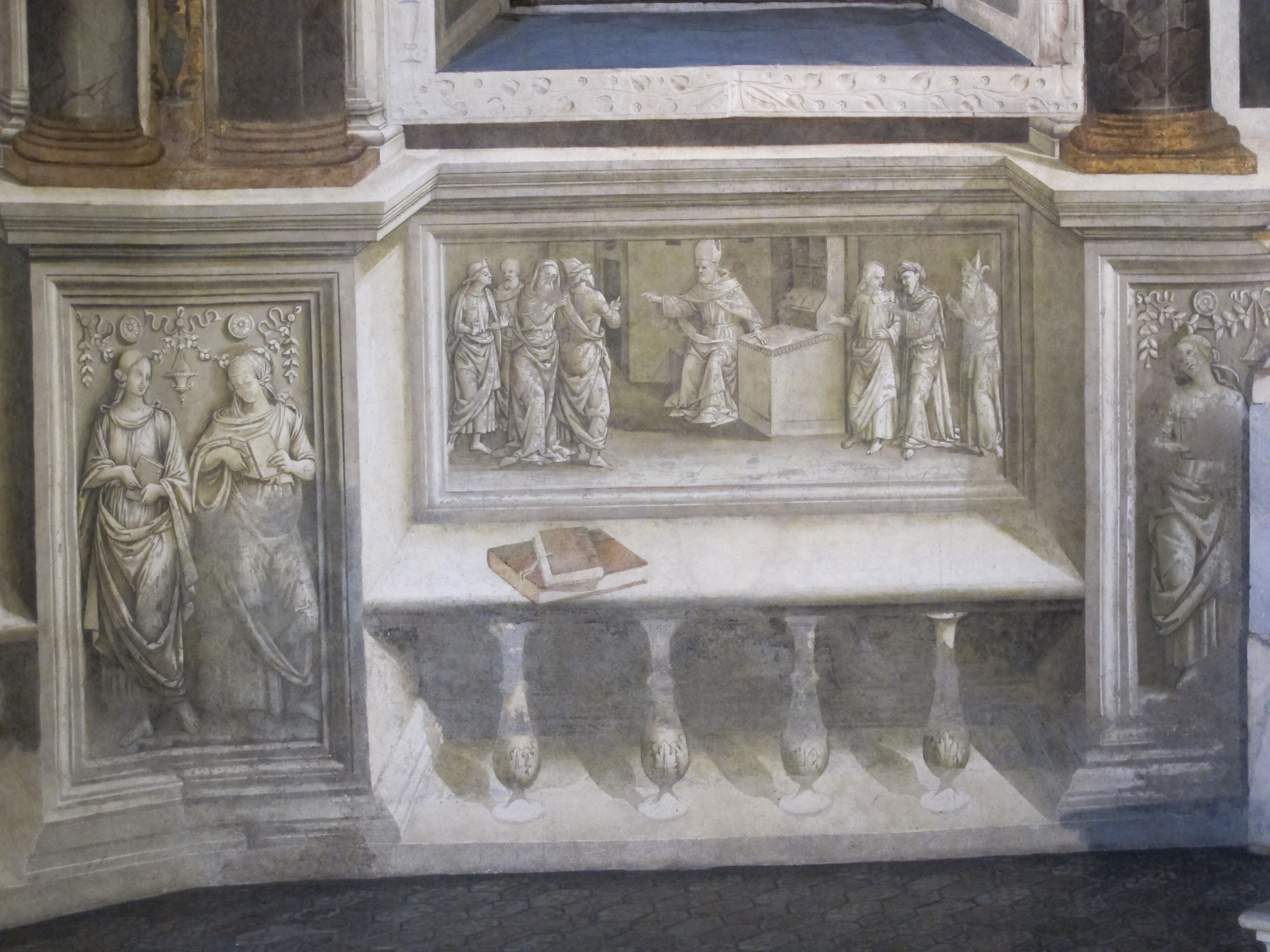
Martiri dels sants amb llibres a la Cappella Basso Della Rovere
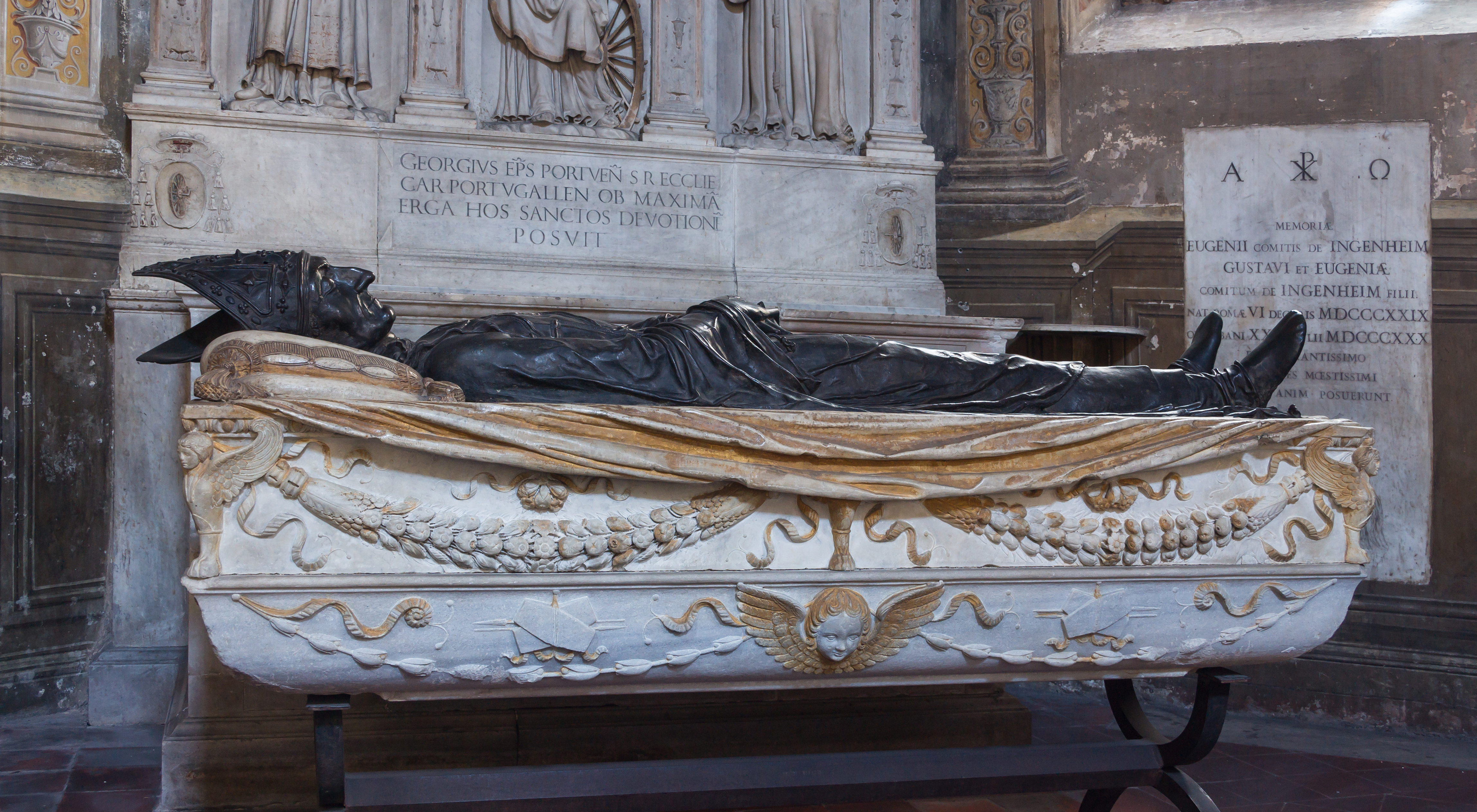
Tomba del Cardenal Pietro Foscari (1480s) per Pollaiolo a la Cappella Costa
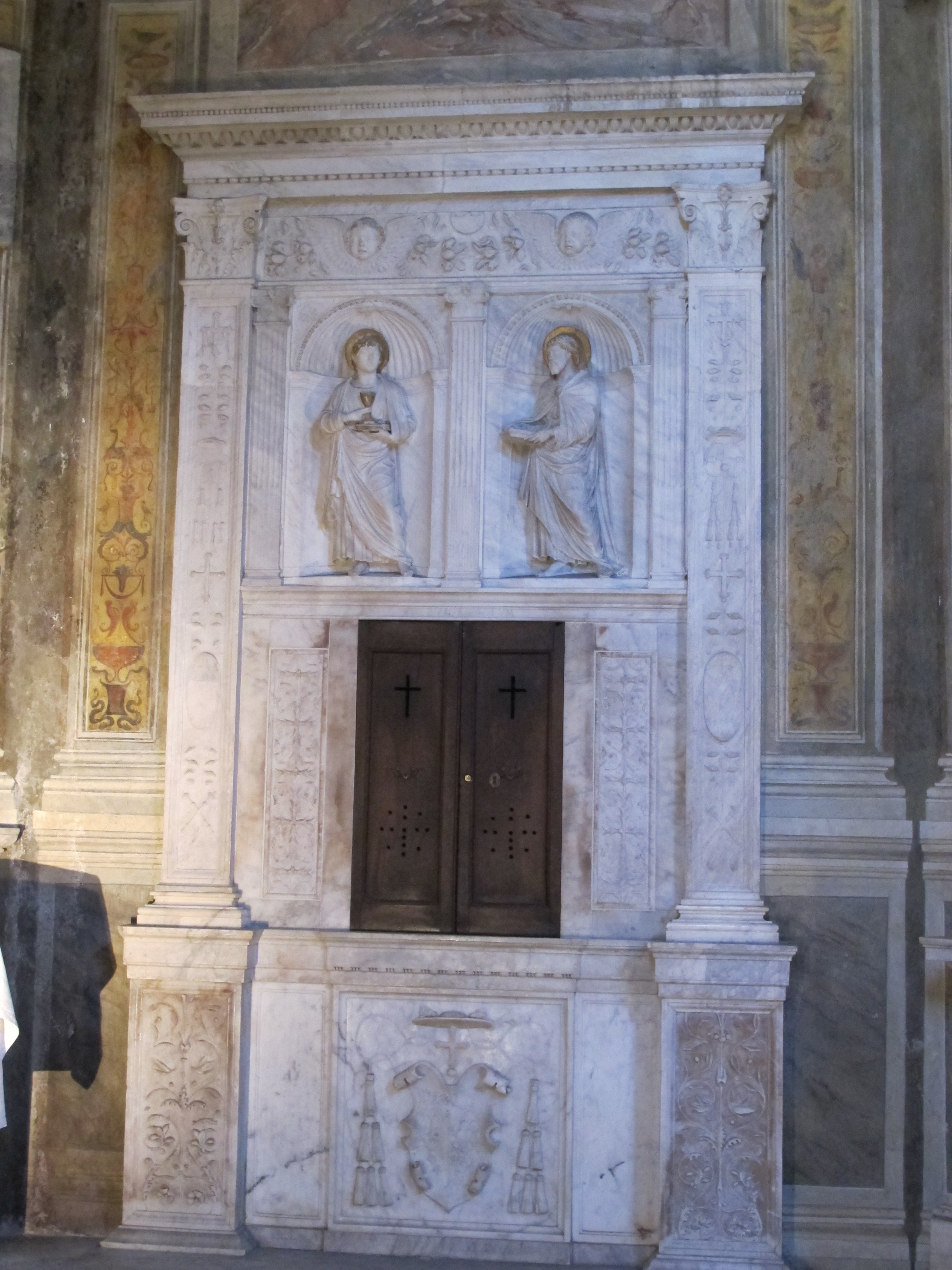
Fragments de l'altar a la Cappella Montemirabile
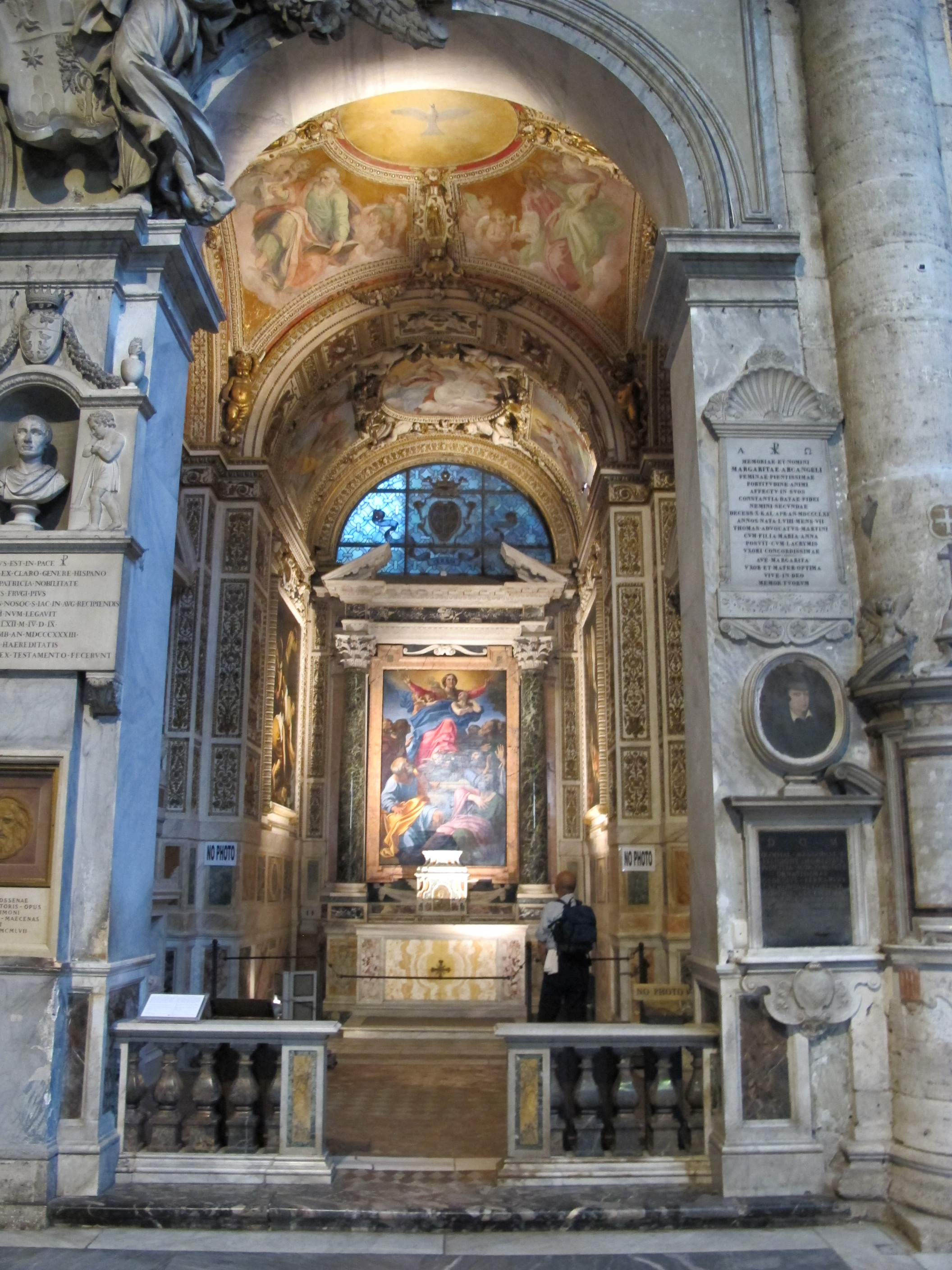
La Cappella Cerasi
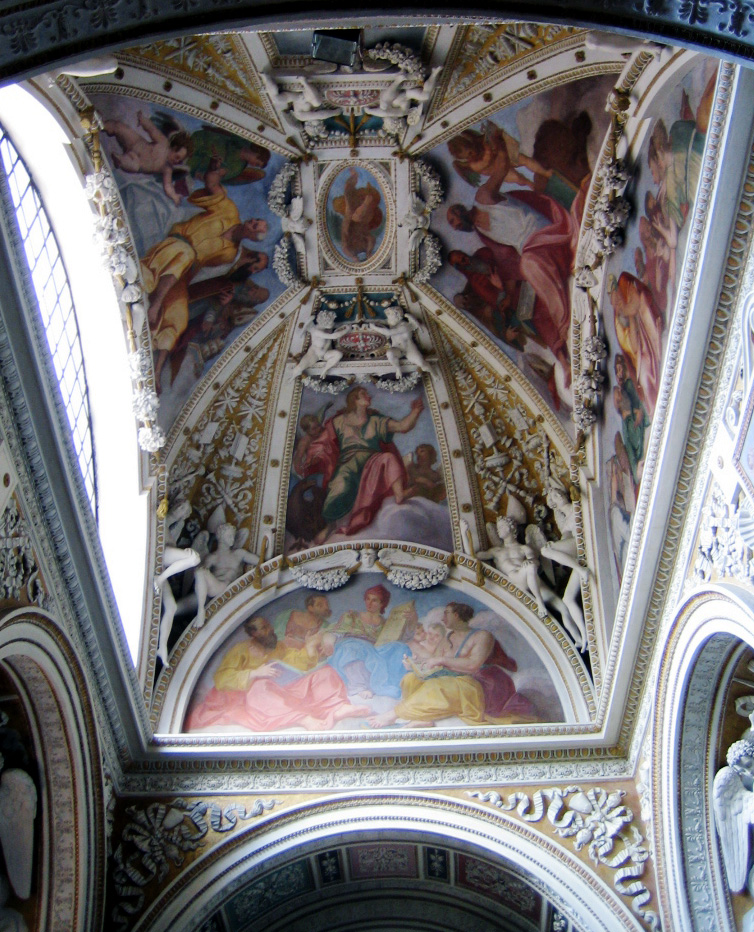
Estucs i pintures per Giulio Mazzoni a la Cappella Theodoli

## El títol cardenalici
El títol cardinalici de Santa Maria del Popolo fou instituït pel papa Sixt V el 13 d'abril de 1587 amb la constitució apostòlica Religiosa.

### Titulars
- Tolomeo Gallio (20 d'abril de 1587 - 2 de desembre de 1587 nomenat cardenal bisbe d'Albano)
- Scipione Gonzaga (5 de gener de 1588 - 11 de gener de 1593)
- Ottavio Acquaviva (15 de març de 1593 - 22 d'abril de 1602 nomenat cardenal prevere de Santi Giovanni e Paolo)
- Francesco Mantica (17 de juny de 1602 - 30 de gener de 1614)
- Filippo Filonardi (9 de juliol de 1614 - 29 de setembre de 1622)
- Guido Bentivoglio (26 d'octubre de 1622 - 7 de maig de 1635 nomenat cardenal prevere de Santa Prassede)
- Lelio Biscia (9 de febrer de 1637 - 19 de novembre de 1638)
- Vacante (1638 - 1643)
- Lelio Falconieri (31 d'agost de 1643 - 14 de desembre de 1648)
- Mario Theodoli (28 de gener de 1649 - 27 de juny de 1650)
- Vacante (1650 - 1652)
- Fabio Chigi (12 de març de 1652 - 7 d'abril de 1655 elegit papa Alexandre VII)
- Teodoro Trivulzio (14 de maig de 1655 - 3 d'agost de 1656)
- Flavio Chigi seniore (23 d'abril de 1657 - 18 de març de 1686 nomenat cardenal bisbe d'Albano)
- Savio Millini (12 d'agost de 1686 - 12 de desembre de 1689 nomenat cardenal prevere de San Pietro in Vincoli)
- Francesco del Giudice (10 d'abril de 1690 - 30 de març de 1700 nomenat cardenal prevere de Santa Sabina)
- Andrea Santacroce (30 de març de 1700 - 10 de maig de 1712)
- Agostino Cusani (30 de gener de 1713 - 27 de desembre de 1730)
- Camillo Cybo (8 de gener de 1731 - 20 de desembre de 1741 nomenat cardenal prevere de Santa Maria degli Angeli)
- Francesco Ricci (23 de setembre de 1743 - 8 de gener de 1755)
- Franz Konrad von Rodt (2 d'agost de 1758 - 16 d'octubre de 1775)
- Giovanni Carlo Bandi (18 de desembre de 1775 - 23 de març de 1784)
- Vacante (1784 - 1785)
- Giovanni Maria Riminaldi (11 d'abril de 1785 - 29 de gener de 1789 nomenat cardenal prevere de San Silvestro in Capite)
- Vacante (1789 - 1794)
- Francesco Maria Pignatelli (12 de setembre de 1794 - 2 d'abril de 1800 nomenat cardenal prevere de Santa Maria in Trastevere)
- Vacante (1800 - 1801)
- Ferdinando Maria Saluzzo (20 de juliol de 1801 - 28 de maig de 1804 nomenat cardenal prevere de Sant'Anastasia)
- Vacante (1804 - 1817)
- Francesco Cesarei Leoni (1 d'octubre de 1817 - 25 de juliol de 1830)
- Francisco Javier de Cienfuegos y Jovellanos (28 de febrer de 1831 - 21 de juny de 1847)
- Jacques-Marie-Antoine-Célestin du Pont (4 d'octubre de 1847 - 26 de maig de 1859)
- Carlo Sacconi (30 de setembre de 1861 - 8 d'octubre de 1870 nomenat cardenal bisbe de Palestrina)
- Vacante (1870 - 1874)
- Flavio Chigi (15 de juny de 1874 - 15 de febrer de 1885)
- Alfonso Capecelatro di Castelpagano (15 de gener de 1886 - 14 de novembre de 1912)
- José María Cos y Macho (2 de desembre de 1912 - 17 de desembre de 1919)
- Juan Soldevilla y Romero (22 d'abril de 1920 - 4 de juny de 1923)
- George William Mundelein (27 de març de 1924 - 2 d'octubre de 1939)
- James Charles McGuigan (22 de febrer de 1946 - 6 d'abril de 1974)
- Hyacinthe Thiandoum (24 de maig de 1976 - 18 de maig de 2004)
- Stanisław Dziwisz, des del 24 de març de 2006